# Jozef Repko
Jozef Repko (12. října 1940, Trenčín – 8. dubna 2014, Senica) byl slovenský spisovatel-prozaik a dramatik.

## Životopis
Narodil se v rodině vojáka z povolání a své vzdělání získal v Trenčíně, později studoval v Bratislavě na Vyšší osvětové škole. V letech 1961–1962 pracoval jako učitel v Trenčianské Turné, v letech 1963–1965 pracoval v osvětovém domě v Trenčíně, v letech 1966–1967 v závodním klubu v Hornom Srní, v letech 1969–1973 byl zástupcem ředitele Domu kultury v Trenčíně. Od roku 1973 žil v Senici a věnoval se profesionálně literární tvorbě. Zemřel 8. dubna 2014 po déle trvající nemoci.

## Tvorba
Svoji literární tvorbu začal publikováním básní v roce 1959 v časopise Mladá tvorba. Od roku 1969 se začal pravidelně věnovat tvorbě rozhlasových her a dramatizacím próz pro rozhlas (Archibald Joseph Cronin, Ladislav Nádaši-Jégé a jiné). V rozhlasové tvorbě se věnoval vícero tématům – sociální problematice předmnichovské první republiky, protifašistickému odboji, dávné historii slovenského národa, ale nejvíce prostoru věnoval problematice života současných dětí a mládeže. V prozaické tvorbě se – podobně jako při tvorbě rozhlasových her – věnoval hlavně dílům pro děti a mládež. Svoje díla publikoval v dětských časopisech Ohník a Slniečko, v roce 1973 debutoval románem pro mládež s tematikou protifašistického odboje Milión krokov domov.

## Dílo

### Próza pro děti a mládež
- 1973 Milión krokov domov, román.
- 1975 Kliatba Čierneho brala, dobrodružný román, česky jako Kletba Černé skály, příběh ze Slovenského národního povstání
- 1977 Nedoručená zásielka, příběh s detektivní zápletkou
- 1978 Udatný Idar, sbírka pověstí
- 1979 Pomsta mŕtvych rýb
- 1980 Vynálezy uja Elektróna, kniha na motivy rozhlasové hry Dobrodružstvá Cyra a Mira
- 1988 Kliatba zeleného plameňa
- 1985 Kolónia Lambda Pí
- 1988 Tajomstvá troch strelených
- 1989 Za úsvitom zory
- 1990 Gorazdov posol, příběh z 9. století z Velké Moravy
- 1990 Kto odhodil pampúšik?
- 1991 Záhady starej pevnosti
- 1992 Zbraň pre Svätopluka
- 1993 Prípady z budúcej minulosti
- 1993 Vládca ohňa

### Divadelní hry
- 1970 Hotel podvodníkov
- 1971 Vlci v močiaroch

### Televizní a filmová díla
- 1979 Riziko, televizní hra ze současnosti
- 1979 Smoliari, scénář k hudebnímu filmu

### Rozhlasové hry pro děti a mládež
- 1969 Slováčik
- 1971 Majster sklár
- 1971 Kahan
- 1972 Kura a vlk
- 1972 Čarovný iný svet
- 1973 Tajomstvo Čiernej mohyly
- 1975 Bez medaily
- 1975 Nový vynález skazy
- 1977 Slnko nad Arktídou
- 1978 Nespravodlivosť
- 1978 / 1979 Dobrodružstvá Cyra a Mira
- 1979 Rekord
- 1979 Kolónia Lambda Pí
- 1980 Detský plač
- 1980 Dotknúť sa hviezd

## Česká vydání
- Kletba Černé skály Albatros, Praha 1977, přeložil Evžen Lukeš, znovu 1985
- Gorazdův posel, Profil, Ostrava 1990, přeložil Jiří Lukšín.